# Бари Късел
Иван Стоянов-Бари (фамилия Къслев) е български писател, живеещ от 1990 г. в Амстердам, Нидерландия. Пише под псевдонима Бари Късел (Barry Cussel).

## Биография и творчество
Роден е през 1958 г. в село Михайлово, област Враца. През 1989 г. заминава заедно със семейството си за София, където е един от основателите на СДС (клон Божурище). На следващата година заминава за Нидерландия, където остава. Започва кариерата си като художник и скулптор в град Лейдън, където има няколко изложби на картини и скулптури.
През 2000 г. учи за интернет инженер в град Арнем. Завършва още и компютърна графика и курсове по филмово майсторство. Близо 15 години работи като програмист в различни фирми (предимно банки) и едновременно с това създава успешна собствена фирма, на която е директор.
Създател на електронното издание „Емигрант-БГ“ (2005 – 2017) заедно със съпругата си Дорис Александрова. Пише статии за местната и интернационална преса. Участник в почти всички световни срещи на българските медии, организирани от БТА.
От 2014 г. работи в „EYE FILM MUSEUM“ – Амстердам. През 2015 заснема 13 филмови серии, под заглавие „Биографични профили на известни българи в Холандия“, след което и филма „Холандия, моята втора родина“, който е излъчен в Централната амстердамска библиотека.
Иван Стоянов-Бари завоюва успех със своя роман „Кръвта на черното лале“ през 1996 г., преведен на английски (2005), разпространен в нидерландските книжарници и публикуван на Амазон. Книгата е окачествена от критиката като силен роман, неотстъпващ по нищо на романите от известния писател Стивън Кинг и поставящ начало на нов етап на фантастиката в българската литература.
През 2015 г. написва магическия роман „Мистерията на изгубения пръстен“. Продължението на романа под заглавие „Ад 1666 Амстердам“ излиза четири години по-късно – през 2019 г.
През 2020 година Дорис Александрова озвучава два от романите на Бари Късел – „Мистерията на изгубения пръстен“ и „Ад 1666 Амстердам“ (над 50 часа аудио).
През 2020 г. Бари Късел започва нов роман – „Рай 2020 Амстердам“.

## Произведения

### Самостоятелни романи
- Прераждане в отвъдното (1996) – изд. „Нима“ Плевен
- Прераждане в отвъдното (превод на aнглийски) „The blood of the black tulip“ (1997) – изд. „Баридор“ Амстердам
- Мистерията на изгубения пръстен (2016) – изд. „Mijnbestseller“ Амстердам
- Ад 1666 Амстердам (2019) – изд. „Mijnbestseller“ Амстердам
- Рай 2020 Амстердам (2023) – изд. „Баридор“ Амстердам

Поради политически убеждения Бари Късел не продава своите романи. Романите се разпространяват само по дигитален път и то напълно безплатно. Има възможност да бъде изпратена и книжна версия, но само при поръчка през Фейсбук.

### Дигитални романи
- „Мистерията на изгубения пръстен“
- „Прераждане в Отвъдното“